# Thư Cừ An Chu
Thư Cừ An Chu (tiếng Trung: 沮渠安周; bính âm: Jǔqú Ānzhōu) (?-460) được một số sử gia xem là một người cai trị của nước Bắc Lương trong lịch sử Trung Quốc. Sau khi lãnh thổ Bắc Lương phần lớn rơi vào tay Bắc Ngụy vào năm 439, và anh trai Thư Cừ Mục Kiền cũng bị Bắc Ngụy bắt giữ, anh trai của Thư Cừ An Chu là Thư Cừ Vô Húy đã cố gắng kháng chiến chống Bắc Ngụy, ban đầu là tại lãnh thổ cũ của Bắc Lương, và sau khi thất bại, ông ta đã dời đại bản doanh đến Cao Xương tại Tây Vực. Thư Cừ An Chu đã lên ngôi sau khi Thư Cừ Vô Húy qua đời vào năm 444, và ông vẫn tiếp tục dùng tước hiệu Hà Tây vương, một tước hiệu đã được hai anh trai của ông và trước đó là phụ thân Thư Cừ Mông Tốn sử dụng. Các sử gia Trung Quốc có tranh nghị về việc có coi Thư Cừ Vô Húy và Thư Cừ An Chu là những người cai trị Bắc Lương hay không, và hầu hết cho rằng Thư Cừ Mục Kiền là vua cuối cùng của Bắc Lương.

## Dưới thời Thư Cừ Mục Kiền và Thư Cừ Vô Húy
Không rõ về thời điểm Thư Cừ An Chu sinh ra. Tham chiếu đầu tiên ghi về ông là vào năm 431, khi đó Thư Cừ Mông Tốn đã cử ông đến kinh đô Bình Thành (平城, nay thuộc Đại Đồng, Sơn Tây) của Bắc Ngụy. Lần thư hai mà các thư tịch nói đến ông là trong năm 439, khi kinh đô Cô Tang (姑臧, nay thuộc Vũ Uy, Cam Túc) của Bắc Lương bị quân Bắc Ngụy chiếm được, và Thư Cừ Mục Kiền bị Thái Vũ Đế Thác Bạt Đảo của Bắc Ngụy bắt giữ, và quân Bắc Ngụy đã tấn công vào các thành còn lại do gia tộc Thư Cừ Trấn giữ. Thư Cừ An Chu khi đó là thái thú quận Lạc Đô (樂都, nay thuộc Hải Đông, Thanh Hải), và ông đã từ bỏ Lạc Đô rồi chạy trốn đến Thổ Dục Hồn. Tuy nhiên, đến mùa đông năm 441, ông đã hội quân cùng Thư Cừ Vô Húy tại Đôn Hoàng, và Thư Cừ Vô Húy, vừa mới để mất Tửu Tuyền về tay Bắc Ngụy, đã muốn tái lập quyền cai trị đối với Tây Vực. Ông cử Thư Cừ An Chu đi đánh nước Thiện Thiện, song Thư Cừ An Chu ban đầu đã không thể chiếm được nước này. Tuy nhiên, năm 442, Thư Cừ Vô Húy đã hội quân cùng ông, và quốc vương của Thiện Thiện do sợ hãi nên đã chạy trốn, Thư Cừ Vô Húy chiếm được Thiện Thiện. Đến cuối năm, họ lại chuyển đến Cao Xương. Năm 444, Thư Cừ Vô Húy qua đời, và Thư Cừ An Chu lên kế vị.

## Trị vì
Đến năm 444, Lưu Tống Văn Đế Lưu Nghĩa Long đã phong cho Thư Cừ An Chu tước hiệu Hà Tây vương. Rất ít tư liệu nói về sự cai trị của ông tại Cao Xương, chỉ biết rằng ông vẫn tiếp tục sử dụng niên hiệu Thừa Bình của Thư Cừ Vô Húy, và rằng sau khi ông đoạt lấy đội quân dưới sự chỉ huy của Thư Cừ Càn Thọ (沮渠乾壽, con trai của Thư Cừ Vô Húy), Thư Cừ Càn Thọ đã đến đầu hàng Bắc Ngụy. Thư Cừ An Chu đã cố duy trí một mối quan hệ hữu hảo với Nhu Nhiên. Tuy nhiên, năm 460, không rõ vì nguyên cớ gì, Nhu Nhiên đã tiến đánh Cao Xương và giết chết Thư Cừ An Chu, và sau đó là gia tộc của ông. Người Nhu Nhiên lập Hám Bá Chu (闞伯周) làm quốc vương của Cao Xương.